# کونراد گاوکا
کونراد گاوکا (به انگلیسی: Konrad Gałka) (زادهٔ ۳ فوریهٔ ۱۹۷۴) شناگر اهل لهستان است.